# Alex Malachenko
Alex Malachenko (5 maart 1967) is een voormalige Belgische atleet, die gespecialiseerd was in het hamerslingeren. In totaal werd hij zevenmaal Belgisch kampioen hamerslingeren.

## Loopbaan
Zijn eerste succes behaalde Malachenko in 1993 met het winnen van het Belgisch kampioenschap hamerslingeren. In 1994 won hij met een worp van 66,88 m de Europacup C wedstrijd in Dublin. Twee jaar later herhaalde hij deze prestatie op de Europacup C wedstrijd in het Belgische Oordegem.
Malachenko was aangesloten bij Mons Obourg Hainaut Athlétisme (MOHA), een atletiekclub van Obourg, een dorpje in de buurt van Bergen.

## Belgische kampioenschappen
| onderdeel      | jaar                                     |
| -------------- | ---------------------------------------- |
| hamerslingeren | 1993, 1994, 1995, 1996, 1997, 1998, 1999 |

## Persoonlijke record
| Onderdeel      | Prestatie | Datum             | Plaats |
| -------------- | --------- | ----------------- | ------ |
| hamerslingeren | 70,34 m   | 19 september 1993 | Eeklo  |

## Palmares
hamerslingeren
- 1989:  BK AC - 63,94 m
- 1990:  BK AC - 62,62 m
- 1991:  BK AC - 64,52 m
- 1992:  BK AC - 63,44 m
- 1993:  BK AC - 67,64 m
- 1994:  BK AC - 67,92 m
- 1994:  Europacup C in Dublin - 66,88 m
- 1995:  BK AC - 63,76 m
- 1996:  BK AC - 64,40 m
- 1996:  Europacup C in Oordegem - 63,72 m
- 1997:  BK AC - 63,64 m
- 1998:  BK AC - 65,90 m
- 1999:  BK AC - 65,54 m